# La petite bouteille de linge
 La petite bouteille de linge  is het derde solo-album van de Britse progressieve rock musicus John Greaves.
De opnames zijn in de studio gemaakt, verdeeld over april – november 1990.

## Tracklist
1. Solitary - 6:58 (John Greaves, Peter Blegvad)
2. The World Tonight - 5:08 (John Greaves)
3. Deck Of The Moon - 6:35 (John Greaves)
4. Old Antiquity - 5:29 (John Greaves)
5. Rose C'Est La Vie - 4:08 (John Greaves)
6. Lullaby - 5:20 (John Greaves)
7. Almost Perfect Lovers - 6:06 (John Greaves)
8. Le Garçon Vert - 4:36 (John Greaves, Peter Blegvad)
9. Let Her Go - 5:59 (John Greaves)
10. Dedans - 4:30 (John Greaves)

## Bezetting
- John Greaves zang, basgitaar, piano, samples

Met medewerking van:
- Francois Ovide - gitaar / banjo / trombone
- Sophia Domancich - piano / samples / orgel
- Pip Pyle - slagwerk
- Peter Kimberley - achtergrondzang
- Sylvain Kassap - klarinet / basklarinet / sopraansaxofoon / tenorsaxofoon
- Pierre Marcault - percussie
- Franck Bergerot - viool / tenorsaxofoon
- Patrick Tandin - accordeon / trompet
- Benoît Blue Boy
- Alexis Drossos - tenorsaxofoon / sopraansaxofoon
- Nedim Nalbantoglu - viool
- Jean-Francois Jenny-Clark - contrabas
- Richard Raux - tenorsaxofoon
- Didier Malherbe - tenorsaxofoon
- Christophe Dungias - altsaxofoon
- Michel Godard - tuba
- François Parisi - accordeon